# Apocryptus terebratus
Apocryptus terebratus är en stekelart som beskrevs av Gupta 1983. Apocryptus terebratus ingår i släktet Apocryptus och familjen brokparasitsteklar. Inga underarter finns listade i Catalogue of Life.